# Blair Turgott
Blair Sebastian Turgott, född 22 maj 1994 i Bromley, är en engelsk-jamaicansk fotbollsspelare som spelar för Halmstads BK.

## Klubbkarriär
Den 15 juli 2019 värvades Turgott av Östersunds FK, där han skrev på ett treårskontrakt. Den 10 augusti 2019 gjorde Turgott allsvensk debut i en 1–1-match mot GIF Sundsvall. Den 18 april 2021 gjorde han ett hattrick i en 5–0-seger över Örebro SK.
Den 5 maj 2022 gick Turgott till BK Häcken, där han skrev på ett tvåårskontrakt. Under säsongen 2022 spelade Turgott 23 matcher och gjorde två mål samt fyra assist då BK Häcken vann sitt första SM-guld.
I juni 2024 värvades Turgott av Halmstads BK, där han skrev på ett 2,5-årskontrakt.

## Landslagskarriär
Turgott debuterade för Jamaicas landslag den 7 juni 2021 i en 1–1-match mot Serbien.

## Meriter
BK Häcken
- Svensk mästare: 2022

Deltagare i akademilaget i filmen Green Street Elite